# Tyromyces raduloides
Tyromyces raduloides är en svampart som först beskrevs av Henn., och fick sitt nu gällande namn av Leif Ryvarden 1980. Tyromyces raduloides ingår i släktet Tyromyces och familjen Polyporaceae.   Inga underarter finns listade i Catalogue of Life.